# Mack MD
Mack MD — серія вантажівок середньої вантажопідйомності (клас 6 і 7), які виготовляє компанія Mack Trucks.

## Опис
Автомобіль короткий, низькопрофільний капот і кабіну з гарним оглядом. Він розроблений як вантажівка для місцевої доставки, будівництва та інших професійних робіт. MD був представлений у лютому 2020 року, а повне виробництво розпочато в липні 2020 року.
MD — звичайний короткий капот. Розроблений для місцевого використання, він має лише денну кабіну. Він має дві осі із задньою приводом. Загальна навантажена вага може досягати 25 995 фунтів (11 791 кг) для MB6 і 33 000 фунтів (15 000 кг) для MD7.
Mack не створює компонентів середньої навантаженості та використовує двигун, трансмісію та осі постачальника.
Використовується дизельний двигун Cummins B6.7L. Це 6,7-літровий рядний шестициліндровий двигун з турбонаддувом. Він розвиває від 220 до 300 кінських сил (160—220 кВт) і 560—660 фунтів сил-футів (760—890 Н⋅м) крутного моменту.
Використовується 6-ступінчаста коробка передач Allison. Вони являють собою повністю автоматичну планетарну коробку передач з гідротрансформатором блокування.
Використовується рама драбини з балочними осями. Meritor постачає як передню, так і керовану задню осі.

### MD Electric
На виставці Work Truck Show 2023, що проходила 6 – 9 березня в Індіанаполісі, на стенді компанії Mack Trucks (входить у Volvo Group) були представлені нові середньотоннажні вантажівки MD Electric. Машини оснащені сучасним обладнанням від австралійсько-американської компанії SEA Electric Holdings Pty Ltd.

## Двигун
- Cummins B6.7L 220-300 к.с.